# Christopher Landsea
Christopher Landsea (né le 2 février 1965 à Urbana, Illinois), est un météorologue américain qui a été chercheur au laboratoire de recherche sur les ouragans (Hurricane Research Division of Atlantic Oceanographic & Meteorological Laboratory) du National Weather Service. Il est maintenant directeur de la section d'analyse et prévisions tropicales au National Hurricane Center (NHC) de Miami en Floride (Tropical Analysis and Forecast Branch ) après avoir été météorologue sénior aux opérations et chercheur de la direction de support technique. Il est un membre en règle de l’Union américaine de géophysique et de l’American Meteorological Society. 
Il a participé à de nombreuses études sur les ouragans, leur fréquence et leurs structures. Il a fait partie du comité de révision de l'analyse des cyclones tropicaux au sein du NHC pour rendre les données plus complètes et précises. Il a également écrit plusieurs articles de vulgarisation des notions de base sur les cyclones tropicaux pour le public que l'on retrouve dans les pages du NHC et qui ont même été traduites par Météo-France. 

## Biographie

### Études
Christopher Landsea est né le 2 février 1965 à Urbana dans l'Illinois. Sa famille a ensuite déménagé dans le sud de la Floride. Sa jeunesse dans cette région, souvent soumise au passage des ouragans, l'a éveillé à un questionnement à propos de ce phénomène. Après le secondaire, il a obtenu son baccalauréat de l'université de Californie à Los Angeles en 1987, puis a étudié à l'université d'État du Colorado, au département de sciences atmosphériques (météorologie). 
Il a passé sa maîtrise en mai 1991 avec un travail sur les précipitations de la mousson de l'Afrique de l'Ouest et leur association avec les cyclones tropicaux intenses. En août 1994, il obtient enfin son doctorat avec comme thèse la variabilité climatique des cyclones tropicaux intenses. En 1995, retournant en Floride avec son épouse, il a été engagé comme chercheur spécialisé dans ce domaine par le National Weather Service.

### Carrière
Après ses études, Christopher Landsea fut engagé par le National Weather Service comme chercheur à la Division de la recherche sur les ouragans de 1995 à 2005 et est devenu le chercheur en chef du laboratoire de réanalyse des données des ouragans en 1997. À ce titre, il a participé à de nombreuses missions in situ des avions chasseurs d'ouragans, en particulier pour Gilbert, Opal, Georges, Charley, Jeanne, Ivan, Katrina et le super-typhon Flo.
Le docteur Landsea a dirigé des recherches sur le lien entre les cyclones tropicaux de l'Atlantique, la pluviosité au Sahel en Afrique et l'oscillation vers le sud d'El Nino. Ses recherches ont été publiés de nombreux journaux scientifiques spécialisés dont le Bulletin of the American Meteorological Society, le Geophysical Research Letters, le Journal of Climate, Weather and Forecasting, Monthly Weather Review et plusieurs autres.
Depuis 2017, il est directeur de la section d'analyse et prévisions tropicales (en anglais : Tropical Analysis and Forecast Branch) au National Hurricane Center et dirige le programme de réanalyse météorologique des ouragans de l'Atlantique (HURDAT).

### Récompenses
- 2007 : prix de l'administrateur de la NOAA pour son travail sur les ouragans[2] ;
- 2000 : médaille de bronze du département du Commerce des États-Unis pour travail de qualité supérieure dans la fonction publique fédérale pour la première émission de prévision saisonnière des ouragans[3] ;
- 1993 : prix Banner I. Miller de l’American Meteorological Society pour la « Meilleure contribution à la science des ouragans et de la prévision des cyclones tropicaux de 1990 à 1992 »[4] ;
- 1991 : Prix Max A. Eaton de l'AMS pour la meilleure présentation d'un étudiant lors de la 19e Conférence sur les Ouragans et la Météorologie tropicale.

## Controverse
Christopher Landsea a fait partie du comité de révision des données de réanalyse des cyclones tropicaux afin d'améliorer les informations à ce sujet. Il a d'ailleurs publié ses conclusions dans différents articles scientifiques, soit que les évaluations de ces systèmes sont grandement subjectives et dépendent des moyens techniques de l'époque considérée. 
À titre d'expert, il a été invité par le GIEC (Groupe d'experts intergouvernemental sur l'évolution du climat) à participer à la section concernant l'impact des effets du réchauffement climatique sur le nombre et l'intensité des cyclones tropicaux. Selon Christopher Landsea, les banques de données ne sont pas assez fiables pour conclure à une tendance dans la fréquence des cyclones extrêmes avec le réchauffement actuel et les simulations informatiques ne permettent pas de conclure à un effet significatif dans le futur,.
Les discussions des experts ont pris un tournant assez acrimonieux et en janvier 2005. Christopher Landsea a démissionné du GIEC et n'a pas participé à la rédaction de son quatrième rapport. Il a déclaré dans une lettre ouverte que le Dr Trenberth, rédacteur en chef de la section sur les cyclones tropicaux, s'était prononcé sans preuves sur une relation entre le grand nombre de forts ouragans de la saison cyclonique 2004 dans l'océan Atlantique Nord et le réchauffement climatique. Lorsqu'il a soulevé ce parti-pris à la direction du GIEC, il a été consterné de leur réponse minimisant l'impact de cette prise de position du responsable de sa section et a décidé que le comité n'avait plus la neutralité nécessaire à un travail scientifique.
Dans une entrevue sur PBS, le réseau public de télévision aux États-Unis, Christopher Landsea a déclaré « Nous avons noté une augmentation significative de la température de surface de la mer et de l'atmosphère durant les dernières décennies, de l'ordre de 1 degré Fahrenheit, et je n'ai aucun doute qu'au moins une portion est dû à l'augmentation de l'effet de serre. La question est de savoir si cela a vraiment augmenté l'activité cyclonique... En particulier dans le bassin de l'Atlantique Nord, une telle variation est due à un changement de température dans les deux média. Un petit changement dans l'océan n'est pas suffisant ». Il a poursuivi en mentionnant que les extrapolations numériques actuelles ne permettent pas de conclure à une augmentation de plus de 2 à 3 kilomètres par heure des vents dans des ouragans tels que Katrina et Rita en 2005.